# Eduard-von-Winterstein-Theater

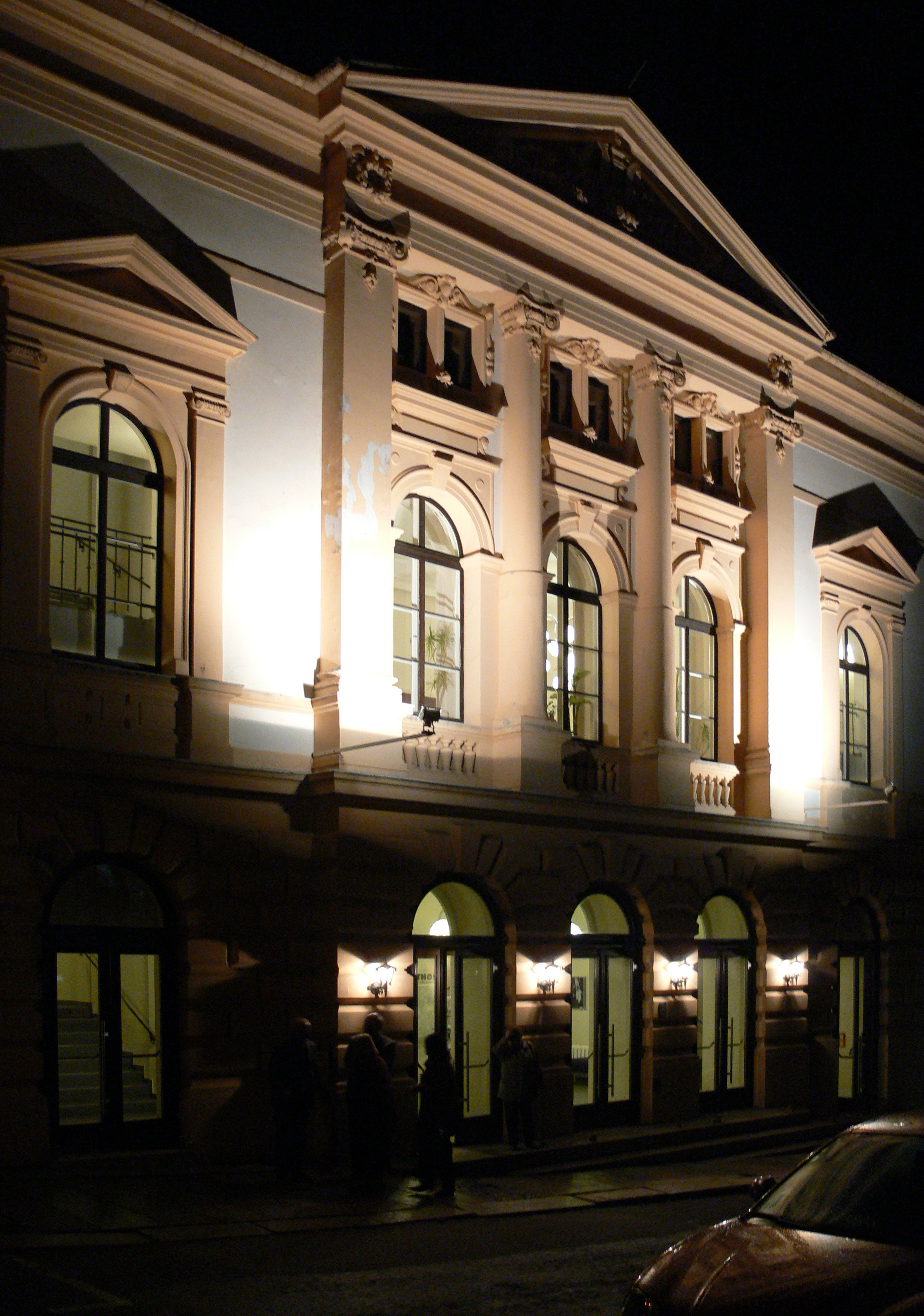
Eduard-von-Winterstein-Theater

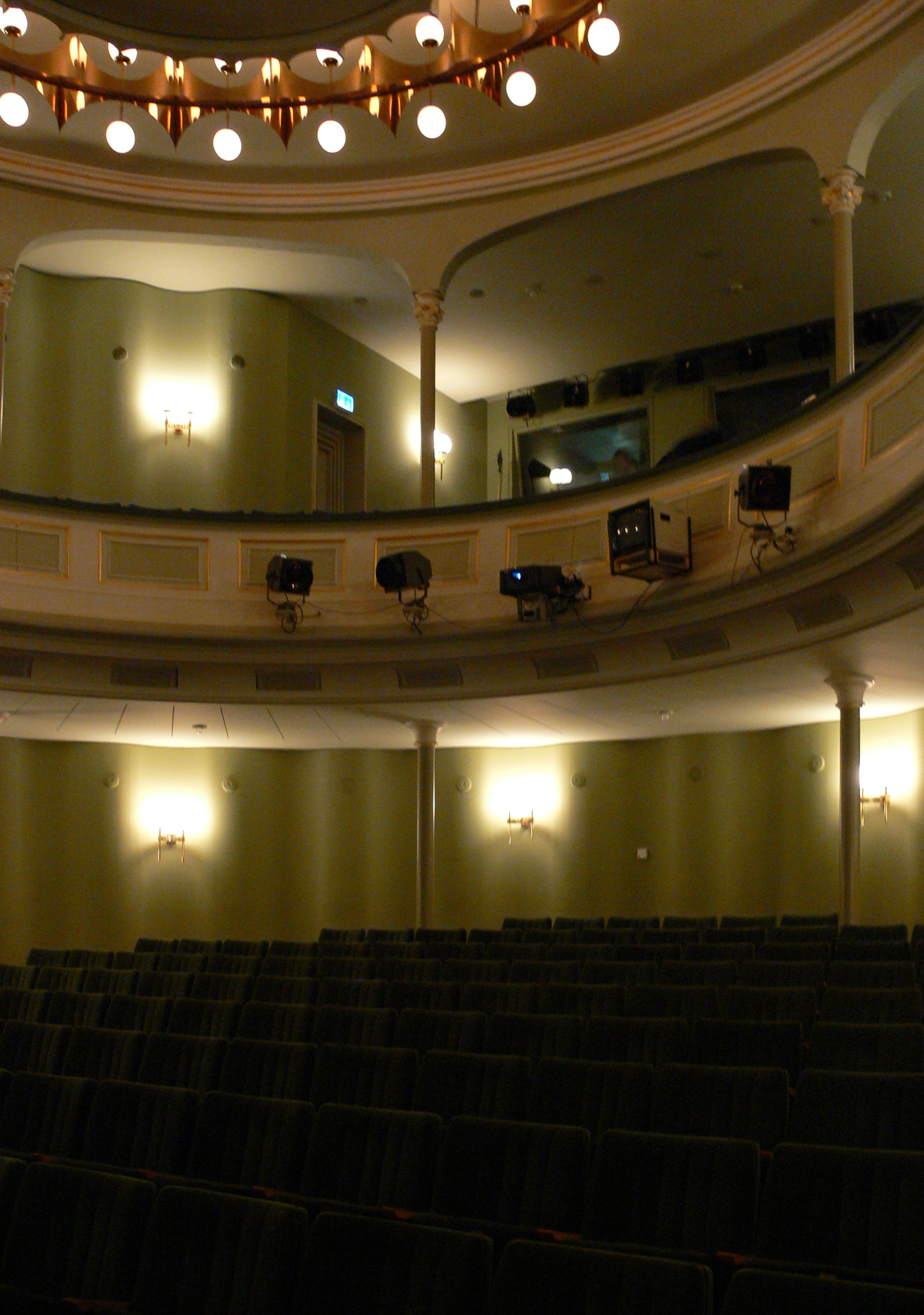
Eduard-von-Winterstein-Theater, Zuschauerraum

Das Eduard-von-Winterstein-Theater (auch: Annaberger Stadttheater) ist ein Theater im erzgebirgischen Annaberg-Buchholz und fungiert unter dem Dach der Erzgebirgischen Theater und Orchester GmbH (ETO), zu dem auch die Erzgebirgische Philharmonie als Orchester des Hauses gehört.

## Geschichte
Das Haus wurde am 2. April 1893 als Neues Stadt-Theater-Annaberg eröffnet, war zunächst Eigentum einer Theatergemeinschaft und ging 1919 in den Besitz der Stadtverwaltung Annaberg über und wurde in Städtebundtheater umbenannt. Seitdem wechselte der Name des Hauses mehrfach. 1933 erhielt es den Namen Grenzlandtheater Obererzgebirge, 1939 Landestheater Obererzgebirge, 1947 Stadttheater Annaberg-Buchholz, 1951 Kreistheater Annaberg/Erzgebirge und 1981 Eduard-von-Winterstein-Theater. Eduard von Winterstein hatte bei der Eröffnung des Theaters 1893 mit der Titelrolle in Goethes „Egmont“ debütiert und dem Ensemble mehrere Jahre angehört.
Das Theater wird als Zweispartenhaus geführt mit Musiktheater und Schauspiel, ergänzt durch regelmäßige theater- und konzertpädagogische Angebote. In den Sommermonaten bespielt das Ensemble das Naturtheater Greifensteine nahe Ehrenfriedersdorf.
Das Orchester des Hauses ist die Erzgebirgische Philharmonie Aue, die 1997 mit dem hauseigenen Theaterorchester fusioniert wurde und seitdem als Musiktheater- und Konzertorchester Teil der Erzgebirgischen Theater und Orchester GmbH (ETO) ist.
Seit der Spielzeit 2021/22 haben Moritz Gogg als Intendant und Jens Georg Bachmann als Generalmusikdirektor die Leitung des Hauses inne; mit Erstaufführungen verfemter Komponisten sorgten sie bereits für nationale und internationale Aufmerksamkeit. Für ihre erste Spielzeit erhielten Gogg und Bachmann den Jahrespreis („Operetten-Frosch“) des Bayerischen Rundfunks 2021/22, der an Musiktheater im deutschsprachigen Raum vergeben wird. Ein weiterer „Operetten-Frosch“ wurde dem Leitungsteam für den Monat Dezember 2023 erteilt.

## Intendanten
- 1893–1907 Pächter Georg Kurtscholz
- 1907–1919 Pächter Carl Greiner
- 1919–1931 Intendant Hans-Heinz Kämpff
- 1931/32 Pächter Helmut Freiberg
- 1932/33 Notspielgemeinschaft arbeitsloser Künstler
- 1933/34 Intendant Anton Kohl
- 1934–1944 Intendant Hannsjosef Bolley
- 1945/46 Intendant Hans Hardt
- 1946–1951 Intendant Walter Laven
- 1951–1958 Intendant Walter Siebenschuh
- 1958–1964 Intendant Werner Möhring
- 1964–1986 Intendant Roland Gandt
- 1986/87 Intendant Peter Ibrik
- 1987–1992 Intendant Peter Löpelt
- 1993/1994 Intendant Klaus Vorberg
- 1994–2000 Intendant Hans-Hermann Krug
- 2000–2005 Intendant Steffen Senger
- 2005–2009 Intendant Hans-Hermann Krug
- 2010–2021 Intendant Ingolf Huhn
- seit 2021 Intendant Moritz Gogg[18][19]